# Färjestads BK 2010/2011
Elitserien i ishockey 2010/2011 var Färjestads BK:s 36:e säsong i Elitserien. Laget slutade 2:a i Elitserien strax bakom HV71. I slutspelet besegrade man Skellefteå AIK med 4–1 i matcher och tog sitt nionde SM-guld.

## European Trophy
Färjestad deltog under försäsongen i European Trophy 2010 i Division Capital. Turneringen spelades 11 augusti – 5 september.
| Nr | Lag             | SM | V | O | F | ÖTV | ÖTF | STV | STF | GM | IM | MS  | P  |
| -- | --------------- | -- | - | - | - | --- | --- | --- | --- | -- | -- | --- | -- |
| 1. | Eisbären Berlin | 8  | 5 | 1 | 2 | 0   | 0   | 1   | 0   | 30 | 21 | 9   | 17 |
| 2. | Färjestads BK   | 8  | 5 | 0 | 3 | 0   | 0   | 0   | 0   | 27 | 25 | 2   | 15 |
| 3. | Jokerit         | 8  | 4 | 1 | 3 | 1   | 0   | 0   | 0   | 20 | 15 | 5   | 14 |
|    |                 |    |   |   |   |     |     |     |     |    |    |     |    |
| 4. | HC Sparta Prag  | 8  | 4 | 1 | 3 | 0   | 0   | 0   | 1   | 22 | 16 | 6   | 13 |
| 5. | Djurgårdens IF  | 8  | 3 | 2 | 3 | 0   | 0   | 1   | 0   | 23 | 18 | 5   | 12 |
| 6. | Helsingfors IFK | 8  | 4 | 0 | 4 | 0   | 0   | 0   | 0   | 27 | 24 | 3   | 12 |
| 7. | Adler Mannheim  | 8  | 3 | 2 | 3 | 0   | 0   | 0   | 2   | 20 | 24 | -4  | 11 |
| 8. | Linköpings HC   | 8  | 2 | 2 | 4 | 0   | 0   | 1   | 1   | 19 | 26 | -7  | 9  |
| 9. | Vålerenga IF    | 8  | 1 | 1 | 6 | 0   | 0   | 1   | 0   | 20 | 38 | -18 | 5  |

██ Gick vidare till slutspel

██ Missade slutspel

## Elitserien
| Nr | Lag            | S  | V  | O  | F  | ÖV | ÖF | GM  | IM  | MS  | P  |
| -- | -------------- | -- | -- | -- | -- | -- | -- | --- | --- | --- | -- |
| 1  | HV71 (RM)      | 55 | 24 | 15 | 16 | 9  | 6  | 173 | 143 | +30 | 96 |
| 2  | Färjestads BK  | 55 | 27 | 9  | 19 | 6  | 3  | 154 | 124 | +30 | 96 |
| 3  | Skellefteå AIK | 55 | 25 | 12 | 18 | 9  | 3  | 173 | 145 | +28 | 96 |
| 4  | Luleå HF       | 55 | 23 | 11 | 21 | 8  | 3  | 129 | 115 | +14 | 88 |
| 5  | Linköpings HC  | 55 | 22 | 14 | 19 | 5  | 9  | 138 | 118 | +20 | 85 |
| 6  | Djurgårdens IF | 55 | 22 | 14 | 19 | 4  | 10 | 140 | 139 | +1  | 84 |
| 7  | Brynäs IF      | 55 | 19 | 16 | 20 | 8  | 8  | 147 | 157 | −10 | 81 |
| 8  | AIK (U)        | 55 | 20 | 12 | 23 | 4  | 8  | 131 | 151 | −20 | 76 |
| 9  | Frölunda HC    | 55 | 19 | 12 | 24 | 5  | 7  | 128 | 158 | −30 | 74 |
| 10 | Timrå IK       | 55 | 17 | 13 | 25 | 9  | 4  | 140 | 165 | −25 | 73 |
| 11 | Södertälje SK  | 55 | 20 | 9  | 26 | 2  | 7  | 132 | 164 | −32 | 71 |
| 12 | Modo           | 55 | 17 | 13 | 25 | 6  | 7  | 147 | 153 | −6  | 70 |

Data hämtade från Svenska Ishockeyförbundet

## Transaktioner[4]
| Nyförvärv till Färjestads BK | Nyförvärv till Färjestads BK | Nyförvärv till Färjestads BK |
| ---------------------------- | ---------------------------- | ---------------------------- |
| Spelare                      | Tidigare klubb               | Kontrakterad                 |
| Patrik Lundh                 | Bofors IK                    | 2 år                         |
| Kristofer Berglund           | Luleå HF                     | 2 år                         |
| Jonas Frögren                | Toronto Marlies              | 4 år                         |
| Rickard Wallin               | Toronto Maple Leafs          | 4 år                         |
| Christian Berglund           | Rapperswil-Jona Lakers       | 4 år                         |
| Cristopher Nihlstorp         | Rögle BK                     | 1 år                         |
| Mattias Sjögren              | Rögle BK                     | 2 år                         |
| Jonas Junland                | St. Louis Blues              | 1 år                         |
| Martin Sevc                  | Dynamo Minsk                 | 2 år                         |
| Pelle Prestberg              | Leksands IF                  | 2 år                         |
| Alexander Salak              | Rochester Americans          | 1 år                         |

| Förlänger med Färjestads BK | Förlänger med Färjestads BK |
| --------------------------- | --------------------------- |
| Spelare                     | Kontrakterad                |
| Markus Karlsson             | 1 år                        |
| Mikael Johansson            | 3 år                        |
| Marius Holtet               | 1 år                        |

| Lämnar Färjestads BK | Lämnar Färjestads BK |
| -------------------- | -------------------- |
| Spelare              | Nytt lag             |
| Jesper Mattsson      | Malmö Redhawks       |
| Ari Vallin           | Okänt                |
| Arto Laatikainen     | Södertälje SK        |
| Angel Krstev         | Okänt                |
| Kent McDonell        | AIK                  |
| Henrik Karlsson      | San Jose Sharks      |
| Fredrik Lindgren     | Skellefteå AIK       |
| Henrik Tång          | Okänt                |
| Per Johnsson         | Okänt                |
| Jens Skålberg        | TPS                  |
| Gustaf Thorell       | Bofors IK            |
| Johan Andersson      | Linköpings HC        |
| [x]                  | Washington Capitals  |
| Jonas Holøs          | Colorado Avalanche   |

## Laguppställning
Laguppställning per 12 februari 2010.
| Målvakter | Målvakter | Målvakter       | Målvakter | Målvakter | Målvakter          |
| Nummer    |           | Spelare         | Plock     | Värvad    | Födelseort         |
| --------- | --------- | --------------- | --------- | --------- | ------------------ |
| 1         | Sverige   | Henrik Karlsson | L         | 2009      | Stockholm, Sverige |
| 35        | Sverige   | Robin Rahm      | L         | 2009      | Torsby, Sverige    |

| Försvarsspelare | Försvarsspelare | Försvarsspelare       | Försvarsspelare | Försvarsspelare | Försvarsspelare     | Försvarsspelare |
| Nummer          |                 | Spelare               | Skjuter         | Värvad          | Födelseort          |                 |
| --------------- | --------------- | --------------------- | --------------- | --------------- | ------------------- | --------------- |
| 6               | Norge           | Jonas Holös           | R               | 2008            | Norge               |                 |
| 8               | Sverige         | Sanny Lindström - C   | L               | 2009            | Huddinge, Sverige   |                 |
| 16              | Sverige         | Fredrik Lindgren      | L               | 2009            | Arvidsjaur, Sverige |                 |
| 23              | Tjeckien        | Angel Krstev          | L               | 2006            | Prag, Tjeckien      |                 |
| 33              | Finland         | Ari Vallin            | L               | 2008            | Ylöjärvi, Finland   |                 |
| 42              | Finland         | Arto Laatikainen      | L               | 2008            | Esbo, Finland       |                 |
| 55              | Schweiz         | Severin Blindenbacher | R               | 2009            | Bulach, Schweiz     |                 |

| Anfallsspelare | Anfallsspelare | Anfallsspelare        | Anfallsspelare | Anfallsspelare | Anfallsspelare | Anfallsspelare       |
| Nummer         |                | Spelare               | Skjuter        | Position       | Värvad         | Födelseort           |
| -------------- | -------------- | --------------------- | -------------- | -------------- | -------------- | -------------------- |
| 7              | Sverige        | Johan Andersson       | L              | C              | 2009           | Motala, Sverige      |
| 11             | Sverige        | Jesper Mattsson - A   | R              | RW             | 2004           | Malmö, Sverige       |
| 12             | Norge          | Marius Holtet         | R              | C              | 2008           | Hamar, Norge         |
| 85             | Sverige        | Mikael Johansson      | L              | C/LW           | 2007           | Arvika, Sverige      |
| 15             | Kanada         | Kent McDonell         | R              | RW/C           | 2009           | Williamstown, Kanada |
| 20             | Norge          | Anders Bastiansen - A | L              | C              | 2008           | Oslo, Norge          |
| 22             | Sverige        | Per Åslund            | L              | LW             | 2006           | Kil, Sverige         |
| 28             | Slovakien      | Lubos Bartecko        | L              | LW/C           | 2010           | Kezmarok, Slovakien  |
| 27             | Sverige        | Emil Kåberg           | L              | RW/LW          | 2003           | Viby, Sverige        |
| 30             | Sverige        | Marcus Paulsson       | L              | LW             | 2009           | Karlskrona, Sverige  |
| 31             | Sverige        | Dick Axelsson         | R              | LW/RW          | 2009           | Stockholm, Sverige   |
| 84             | Sverige        | Dragan Umicevic       | R              | LW/RW          | 2009           | Dubica, Jugoslavien  |
| 90             | Sverige        | Marcus Johansson      | L              | C/W            | 2008           | Landskrona, Sverige  |